# Brian Binnie
William Brian Binnie (26. dubna 1953, West Lafayette, Indiana, Spojené státy americké – 15. září 2022) byl bojový i testovací pilot amerického vojenského námořnictva, který úspěšným letem soukromého raketoplánu SpaceShipOne v roce 2004 nad 100 km výše získal označení astronaut.

## Životopis
Vysokoškolské vzdělání získal na Brown University a Princeton University. Přes 20 let byl pilotem amerického vojenského námořnictva, létal mj. na F-18. Zúčastnil se 33 bojových letů při operaci Pouštní bouře proti Iráku. Po odchodu z armády nastoupil jako pilot u firmy Scaled Composites, která vyvinula bez použití státních prostředků raketoplán.

## SpaceShipOne
Stal se pilotem soukromého amerického raketoplánu SpaceShipOne při letech 4. prosince a 17. prosince 2003 i 4. října 2004. Při svém třetím, rekordním letu dosáhl rychlosti Mach 3,09, výšky 112 km, let trval 23 min a 56 sec. Suborbitálním letem se dostal nad prémií hodnocenou hranici 100 km nad povrchem Země.
V té době (bylo mu 51 let) měl nalétáno 4 600 hodin v 59 typech letadel.